# Hildegunde Artmeier
Hildegunde Artmeier (geb. 1964 in Mühldorf am Inn) ist eine deutsche Krimi- und Thrillerautorin.

## Leben
Artmeier studierte Biologie an der Universität Regensburg. Anschließend war sie zunächst unter anderem in der Pharmabranche, später selbstständig als Übersetzerin und Lektorin tätig.
Artmeier ist freischaffende Schriftstellerin. Sie war bis zu seinem Tode mit dem Autor Wolfgang Burger verheiratet. Sie lebt und schreibt abwechselnd in Regensburg und Karlsruhe.

## Bibliografie
- Drachenfrau (Gmeiner Verlag, 2004)
- Schlangentanz (Gmeiner Verlag 2004, Neuauflage Kontrast Verlag 2010)
- Katzehnöhle (Gmeiner Verlag 2005)
- Feuerross (Gmeiner Verlag 2006)
- Laura Missing (Langenschein 2010)
- Die Tote im Regen (Piper Verlag, 2010, Neuauflage Piper 2017)
- Nacht an der Donau (Emons Verlag 2014)
- Dunkle Donau (Emons Verlag 2016)
- Gleißender Tod (Knaur Verlag 2019, Thriller gemeinsam mit Wolfgang Burger)
- Stille Donau (Emons Verlag 2020)
- Schmutziges Gift (Knaur Verlag 2021, Thriller gemeinsam mit Wolfgang Burger)